# 古瀬信号場
古瀬信号場（ふるせしんごうじょう）は、北海道白糠郡白糠町和天別（わてんべつ）にある北海道旅客鉄道（JR北海道）根室本線の信号場である。事務管理コードは▲110431。電報略号はフセ。旅客営業末期の駅番号はK46。
廃止前までは大半の普通列車が当駅を通過していた。

## 歴史
1954年（昭和29年）に新設された信号場である。

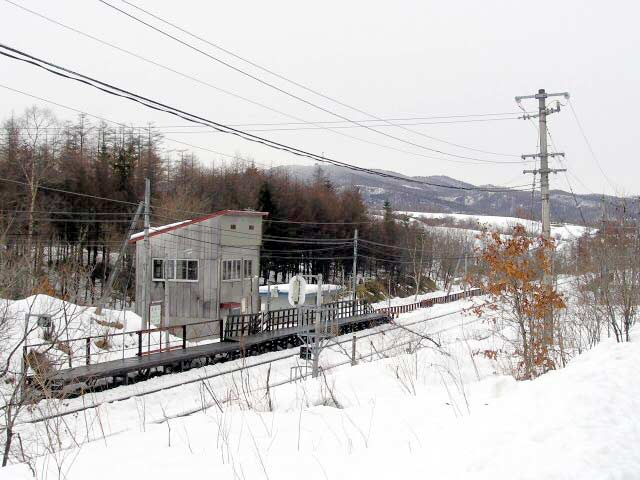
駅全景（2004年2月）

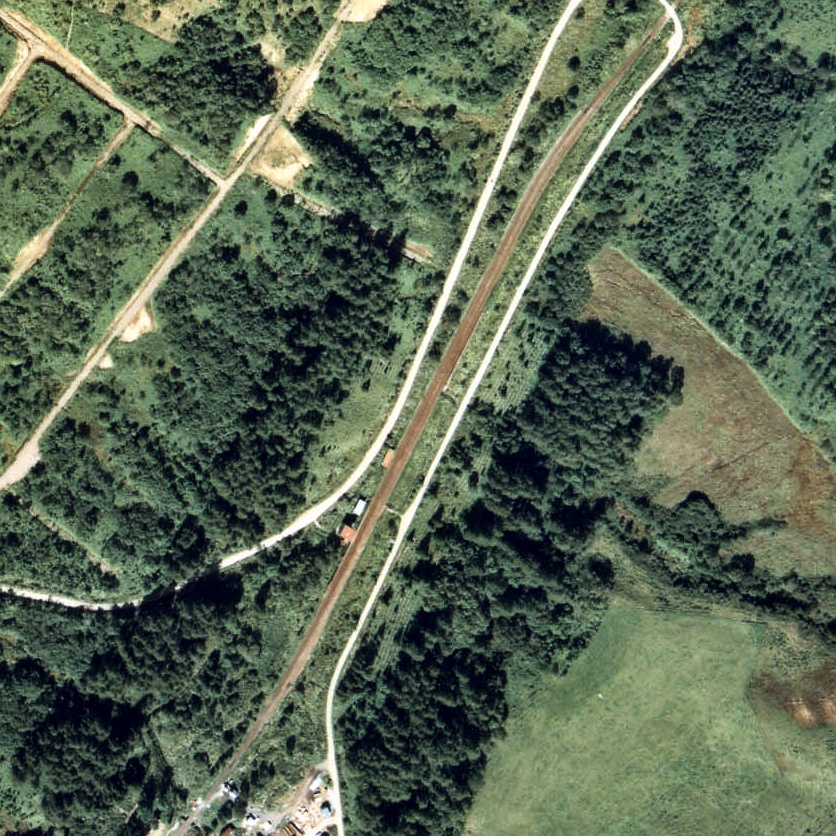
1977年の古瀬信号場と周囲約500 m範囲。上が根室方面。

開業時から2020年（令和2年）までは一部の普通列車が旅客扱いを実施（1987年国鉄分割民営化までは仮乗降場、以降は扱い廃止まで正規の駅の扱い）した。

### 年表
- 1954年（昭和29年）7月1日：日本国有鉄道（国鉄）の古瀬信号場として開設[1][7]。係員配置。仮乗降場として旅客を取り扱い。
- 1960年（昭和35年）12月：有効長延伸と重軌条化を実施[8]。
- 1971年（昭和46年）8月1日：根室本線昭栄信号場 - 新富士駅間にCTC-4型を導入し無人化[9]。
- 1978年（昭和53年）10月：隣接の古瀬トンネル老朽化に伴う修繕工事のため、当信号場構内にズリ出し・資材搬入出用の岐線を設置（翌年1月中旬に工事終了のため撤去）[10]。
- 1987年（昭和62年）4月1日：国鉄分割民営化により、北海道旅客鉄道（JR北海道）に承継。このとき全道の仮乗降場および仮乗降場として旅客扱いを行う信号場はすべて旅客駅に昇格となったため、古瀬駅となる[1]。この時点では営業キロ設定なし。
- 1990年（平成2年）3月10日：営業キロ設定。
- 1995年（平成7年）：廉価版PCまくらぎ（後年、宗谷本線高速化で採用）の試験敷設を実施[11]。
- 1996年（平成8年）度：石勝線・根室線高速化工事に伴い同年度に構内改良[12]。
- 2019年（令和元年）12月11日：JR北海道が白糠町に対して、当駅を2020年3月に実施予定のダイヤ改正で廃止する通知をしたと報道される[13]。
- 2020年（令和2年）3月14日：利用者減少とダイヤ改正に伴い、旅客扱いを廃止[2][3]。再び古瀬信号場となる[4]。

### 信号場名の由来
アイヌ語の「フㇽセンピㇼ（fur-senpir）」（丘の・陰）からとされる。
なお、所在地の字は現在「和天別」となっているが、これはアイヌ語の「ウワッテペッ（uwatte-pet）」（〔支流が〕多い・川）からとされている。

## 構造
当地はほとんど平坦な海岸沿いを走る音別駅 - 白糠間にあって、海岸沿いを進まず内陸側の馬主来峠に入って山越えをする区間であり、その頂点となる位置である。
構内は列車交換が可能で、もともと信号場建屋側（釧路方に向かって左手）が下り本線、対向が上り本線の形態であったが、後年の高速化により建屋側を本線、対向を副本線とした一線スルーとなっている。
旅客駅時代はそれぞれの線に構内踏切で結ばれたプラットホーム（相対式）を持ち、旧2番線のホームは釧路（下り）方にずれた千鳥配置であった。

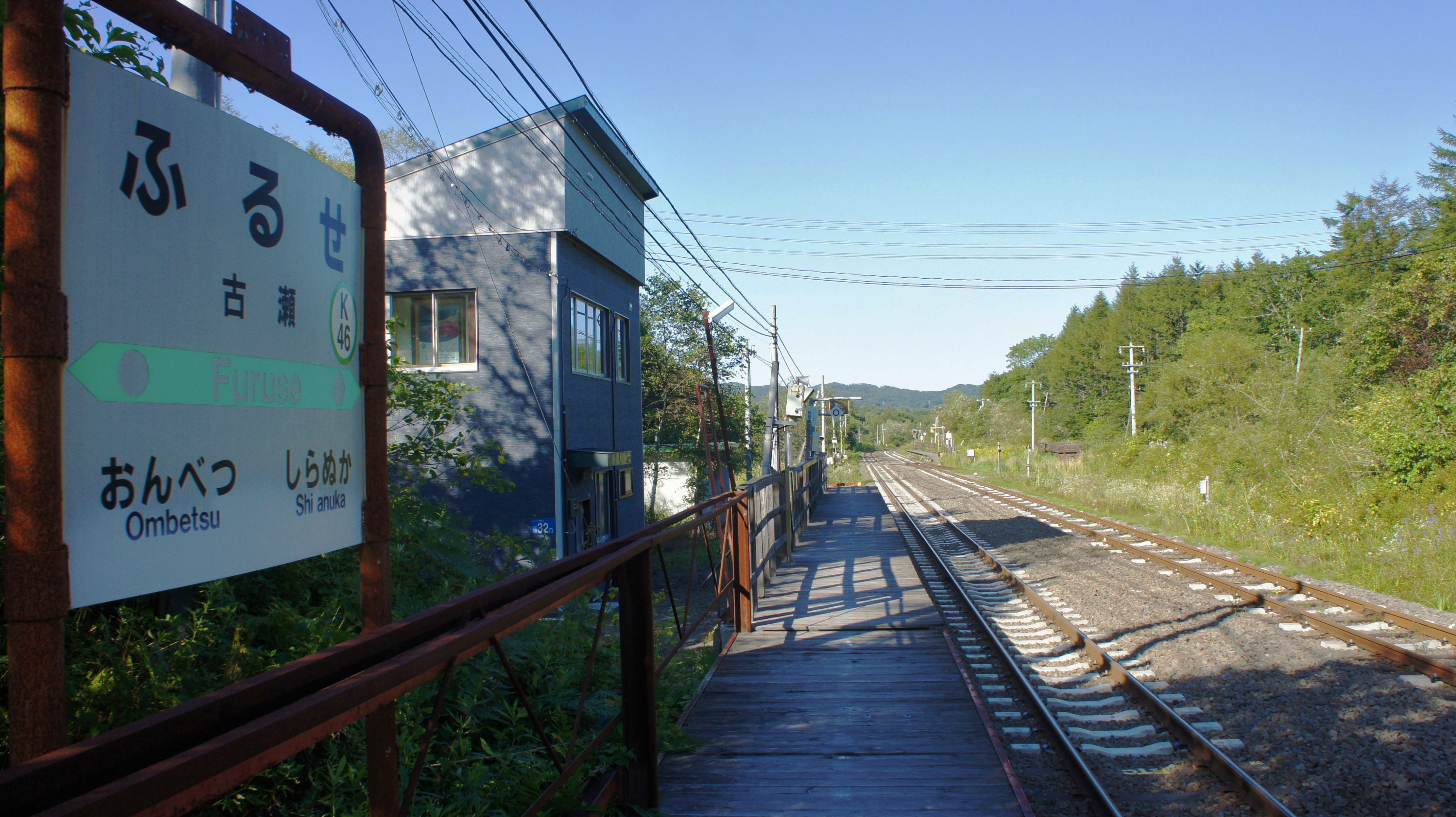
旅客営業末期の1番線ホーム（2018年9月）
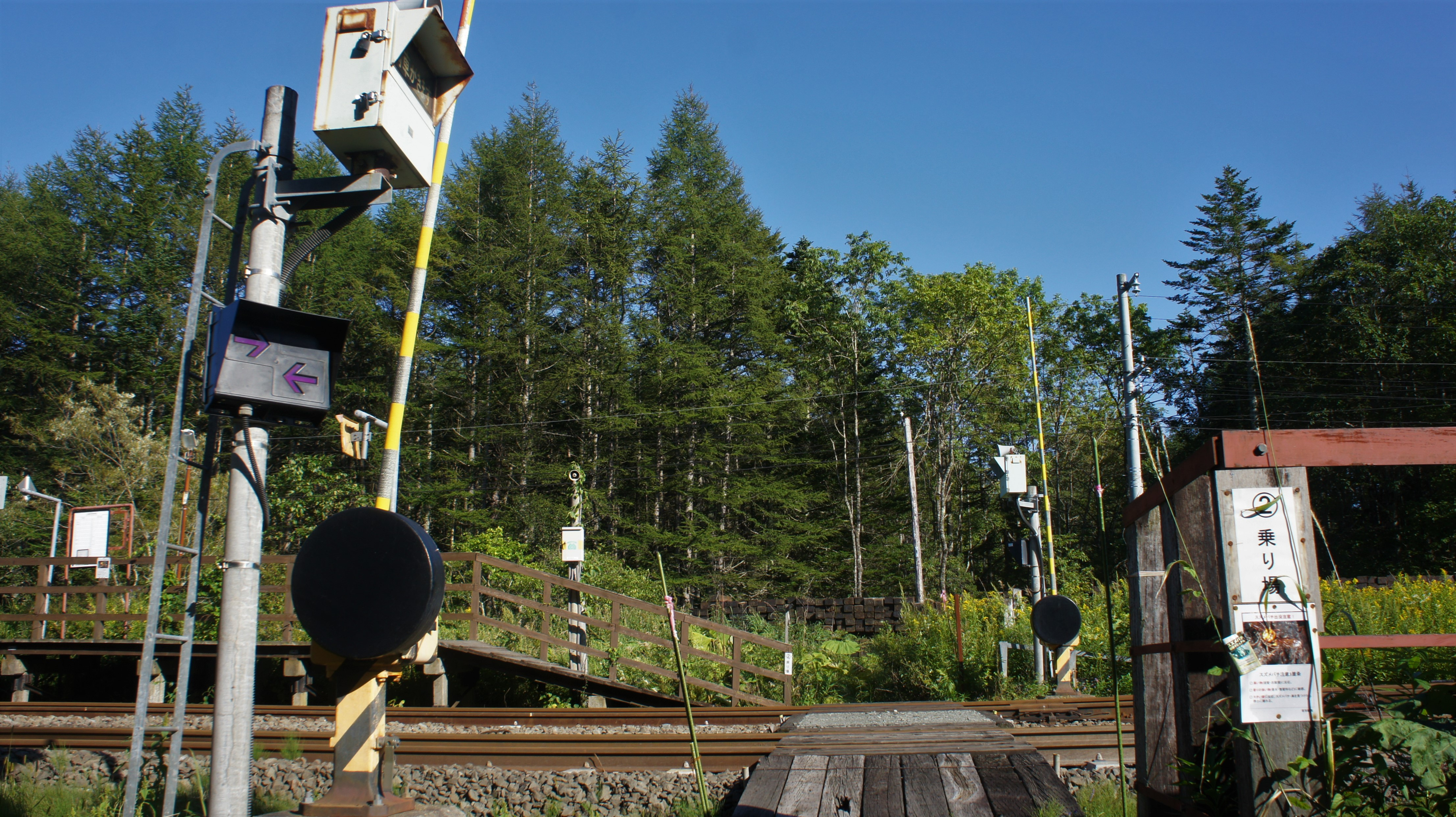
旅客営業末期の2番線ホーム出入口および構内踏切（2018年9月）
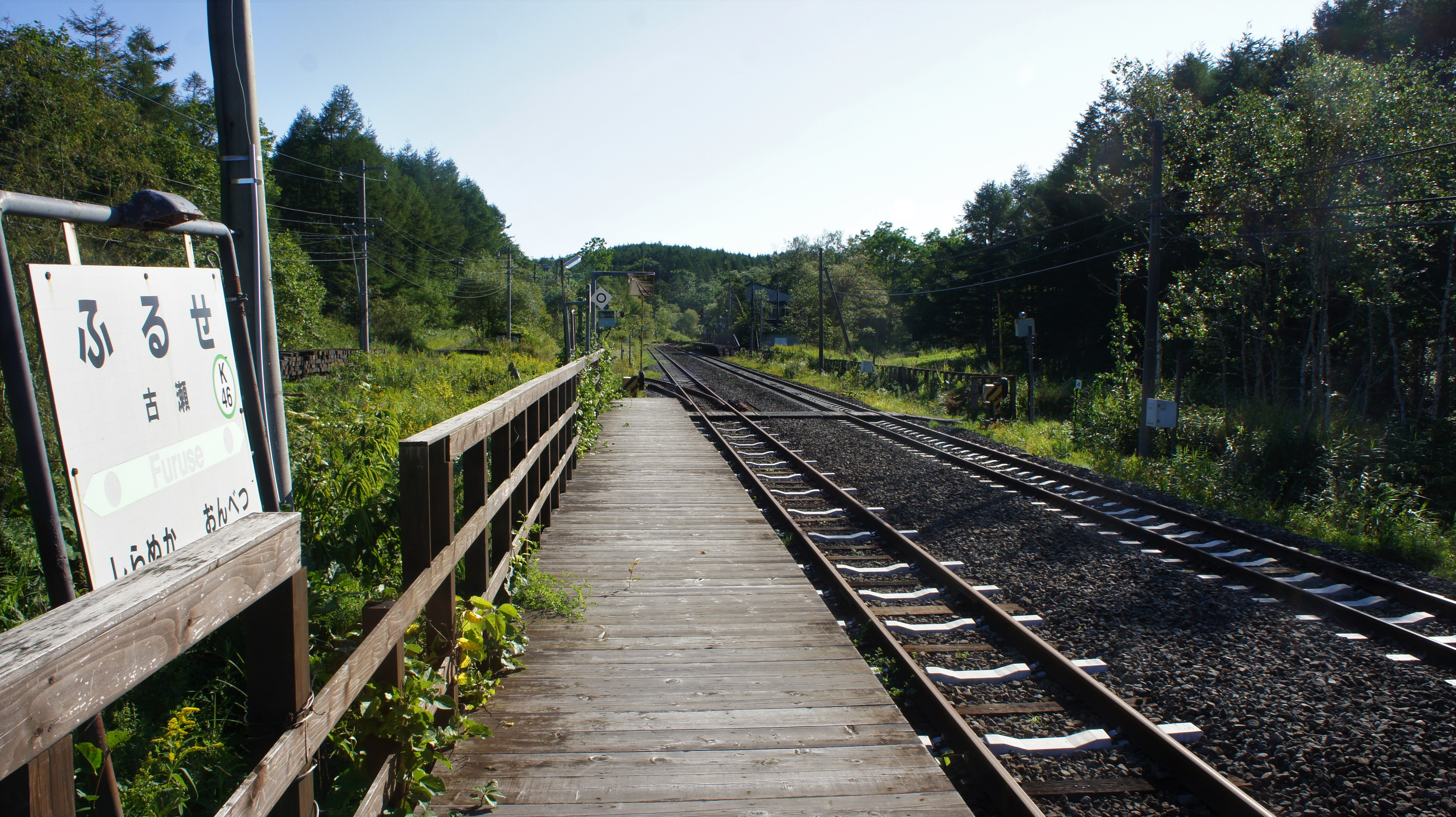
旅客営業末期の2番線ホーム（2018年9月）

## 利用状況
かつては信号場に併設された官舎に住んでいる職員の家族が主な利用客であった。
旅客営業廃止前の利用状況は以下のとおり。
乗車人員の推移は以下のとおり。年間の値のみ判明している年については、当該年度の日数で除した値を括弧書きで1日平均欄に示す。乗降人員のみが判明している場合は、1/2した値を括弧書きで記した。
また、「JR調査」については、当該の年度を最終年とする過去5年間の各調査日における平均である。
| 年度               | 乗車人員 | 乗車人員 | 乗車人員     | 出典              | 備考           |
| 年度               | 年間     | 1日平均  | JR調査       | 出典              | 備考           |
| ------------------ | -------- | -------- | ------------ | ----------------- | -------------- |
| 1992年（平成04年） |          | (3.0)    |              | [ 15 ]            | 1日乗降客数6人 |
| 2015年（平成27年） |          |          | 「10名以下」 | [ JR北 1 ]        |                |
| 2018年（平成30年） |          | (0)      | 「3名以下」  | [ 17 ] [ JR北 2 ] | [ 注釈 1 ]     |

## 周辺
周囲は森林に囲まれており酪農家がわずかに見えるのみであり、信号場への道も舗装されていない。

## 隣の施設
北海道旅客鉄道（JR北海道）
■根室本線
音別駅 (K45) - *（波若信号場） - （古瀬信号場） - 白糠駅 (K47)
*打消線は廃止信号場（廃止時点では当信号場が未開業）